# 卡伦贝格
卡伦贝格（德語：Callenberg）是德国萨克森州的市镇，隶属于茨维考县。总面积为39.86平方千米，截至2023年12月31日总人口为4,814人。